# Plozévet
Plozévet (bretonisch Plozeved) ist eine französische Gemeinde mit 2963 Einwohnern (Stand 1. Januar 2022) im Département Finistère. Plozévet gehört zum Kanton Plonéour-Lanvern und zum Arrondissement Quimper.

## Lage
Der Urlaubsort befindet sich im Westen der Bretagne an der Bucht von Audierne (baie d’Audierne); der Ortskern (bourg) liegt etwa zwei Kilometer landeinwärts.
Quimper befindet sich 24 Kilometer östlich, Brest 45 Kilometer nördlich und Paris etwa 510 Kilometer östlich (Angaben in Luftlinie).

## Verkehr
Bei Quimper befinden sich die nächsten Abfahrten an der Schnellstraße E 60 (Brest-Nantes) und ein Regionalbahnhof an der überwiegend parallel verlaufenden Bahnlinie.
Der Bahnhof von Brest ist Endpunkt des TGV Atlantique nach Paris und die Flughäfen Quimper-Cornouaille, Brest Bretagne und Lorient Bretagne Sud sind die nächsten Regionalflughäfen.
Auch die Küstenstraße Route de la Corniche führt über das Gemeindegebiet.

## Bevölkerungsentwicklung
| Jahr                       | 1962 | 1968 | 1975 | 1982 | 1990 | 1999 | 2008 | 2017 |
| Einwohner                  | 3675 | 3541 | 3249 | 3102 | 2838 | 2748 | 2943 | 2967 |
| Quellen: Cassini und INSEE |      |      |      |      |      |      |      |      |

## Veranstaltungen
In der dritten Augustwoche wird in Plozévet jedes Jahr das MONDIAL FOLK FESTIVAL veranstaltet. Ungefähr 800 Artisten aus einem Dutzend Länder und von fünf Kontinenten geben sich hier ein Stelldichein mit rund 30.000 Besuchern. 200 ehrenamtlichen Helfer stellen sich hierfür zur Verfügung. Es gibt Festveranstaltungen, Konzerte, Paraden, Handwerkermärkte, Aperitif-Konzerte, geführte Wanderungen, Ausstellungen usw., insgesamt gut 30 Shows und Vorführungen. Den Veranstaltern ist zudem wichtig, den Festivalbesuchern die Wahl zwischen eintrittspflichtigen Shows und kostenlosen Veranstaltungen zu überlassen, Shows und Veranstaltungen sollen allen zugänglich sein.
Die Gemeinde verfügt mit dem Centre Culturel Avel-Dro über einen 400 Plätze bietenden Veranstaltungssaal und eine Mediathek.

## Sehenswürdigkeiten
- Demet von Plozévet. Der Namenspatron der Kirche von Plozévet Demet[2] soll aus England/Irland mit seiner Schwester Edwette eingewandert sein und sich dann als Einsiedler südlich von Plozet an der Küste niedergelassen haben. Hier entstand über 1000 Jahre später zu seinen Ehren die Kapelle von St-Demet. Die lokale Geschichtsschreibung nimmt als Todesjahr für Schwester Edwette das Jahr 383 n. Chr. an, folglich müsste dann ihr Bruder in der gleichen Periode des 4. Jahrhunderts verstorben sein. In der Kirche von Plozévet wurde eine figürliche Darstellung des nunmehr Heiligen Demet aufgestellt.
- Die Kirche St. Thémet[3] von Plozévet mit ihrem Portalvorbau aus dem 12. Jahrhundert und einem noch ältern Kirchenschiff mit romanischem Gewölbe. Besondere Beachtung gilt hier den Quellen. Gehören sie doch zu den ältesten bekannten Quellen des Finistere, bzw. sogar der gesamten Bretagne. Sie befinden sich unter den Fundamenten dieser Kirche. Sichtbar sind die Quellfassungen auf beiden Seiten der Eingangstür. Es gilt als Merkmal dafür, dass bereits in vorkeltischer, bzw. in keltischer Zeit hier ein Wasserkult gefeiert wurde und sogar hier getauft wurde. Die beiden Quellfassungen dienten später der Verehrung des St. Galoneg und St. Demet, die auf bretonisch "tapfer" oder "mutig" bedeuten. Sankt Galoneg war ein irischer Mönch und Mütter sprach die folgenden Worte, um ihre Wünsche für ihre Kinder zu erfüllen: ". St. Galoneg unseren Kindern zwei Herzen, Herz eines Löwen, das Richtige und das Herz Taube zu mögen" (Quelle: Leitfaden 117 heiligen Brunnen Britain (Bretagne), Daniel Spoerri bei JMP). In der Nähe befindet sich noch der Fountain St Théleau. Dieser Brunnen, bzw. dessen Brunneneinfassung beinhaltet zwei massive Granit Statuen der Heiligen Sankt Théleau und Delo, die Fieber heilen sollen.
- Die Chapelle de la Trinité[4] (Dreieinigkeits Kapelle) in Plozévet, Rue de la Chapelle. Diese Kapelle widmet sich besonders dem Gedenken an den Bretonischen Missionar Père Manoir (1603–1683).
- Die Chapelle de Saint Ronan aus dem 18. Jahrhundert.[5] Sie befindet sich in Plozévet, Richtung Landudec (D784), nach circa vier Kilometer rechts am Wasserturm abbiegen, nach ca. 1 km links. Hinter der Kapelle befindet sich auch ein Granit-Sarkophag, der Saint Ronan enthalten soll, einen bretonischen Heiligen aus dem 6. Jahrhundert. Die Kapelle wurde 1979 restauriert.
- Monument aux morts[6] – Das Ehrenmal für die Gefallenen des Weltkriegs. Hier lehnt ein schlichtes Bäuerlein an einem Menhir mitten in einem Meer von Felsbrocken. Dieser Bauer aus Plozévet verlor seine vier Söhne im Ersten Weltkrieg. Sein Schicksal soll Anstoß zu dem Gesetz gegeben haben, das denjenigen vom Kriegsdienst befreit, der schon einen Bruder an der Front verloren hatte. Ähnliches Sujet verfilmte 1998 Steven Spielberg in seinem Film Saving Private Ryan (deutsch: Der Soldat James Ryan)
- Calvaire von Saint-Demet[7] aus dem 16. Jahrhundert auf dem Umfriedeter Pfarrbezirk von Plozévet
- Das Memorial MenHir ar Clac’har[8] mit 45 Namen ist den Opfern des Zweiten Weltkriegs der Region gewidmet. Es wurde am 11. November 1950 im enclose paroissial auf dem Umfriedeter Pfarrbezirk von Plozévet, Rue d’Audierne, eingeweiht.
- Ein Menhir mit dem Kopf einer Bigoudène (so nennt man die Einwohnerinnen der Region, die eine hohe Haube tragen) ist der Résistance gewidmet.[9] Die Skulptur mit sanften, stolzen Gesichtszügen stammt aus der Werkstatt des bretonischen Bildhauers René Quillivic.
- Monuments "Les sonneurs" à Plozévet. Das Duo, die beiden Bigoudens Musiker, pfeifen bzw. blasen mit der bretonischen Schalmei, der Bombarde, und dem Dudelsack Binioù kozh. Die Bronze-Skulptur ist eine Arbeit des bretonischen Bildhauers René Quillivic.
- Four du pain[10] – historischer Backofen aus dem 18. Jahrhundert - Plozévet

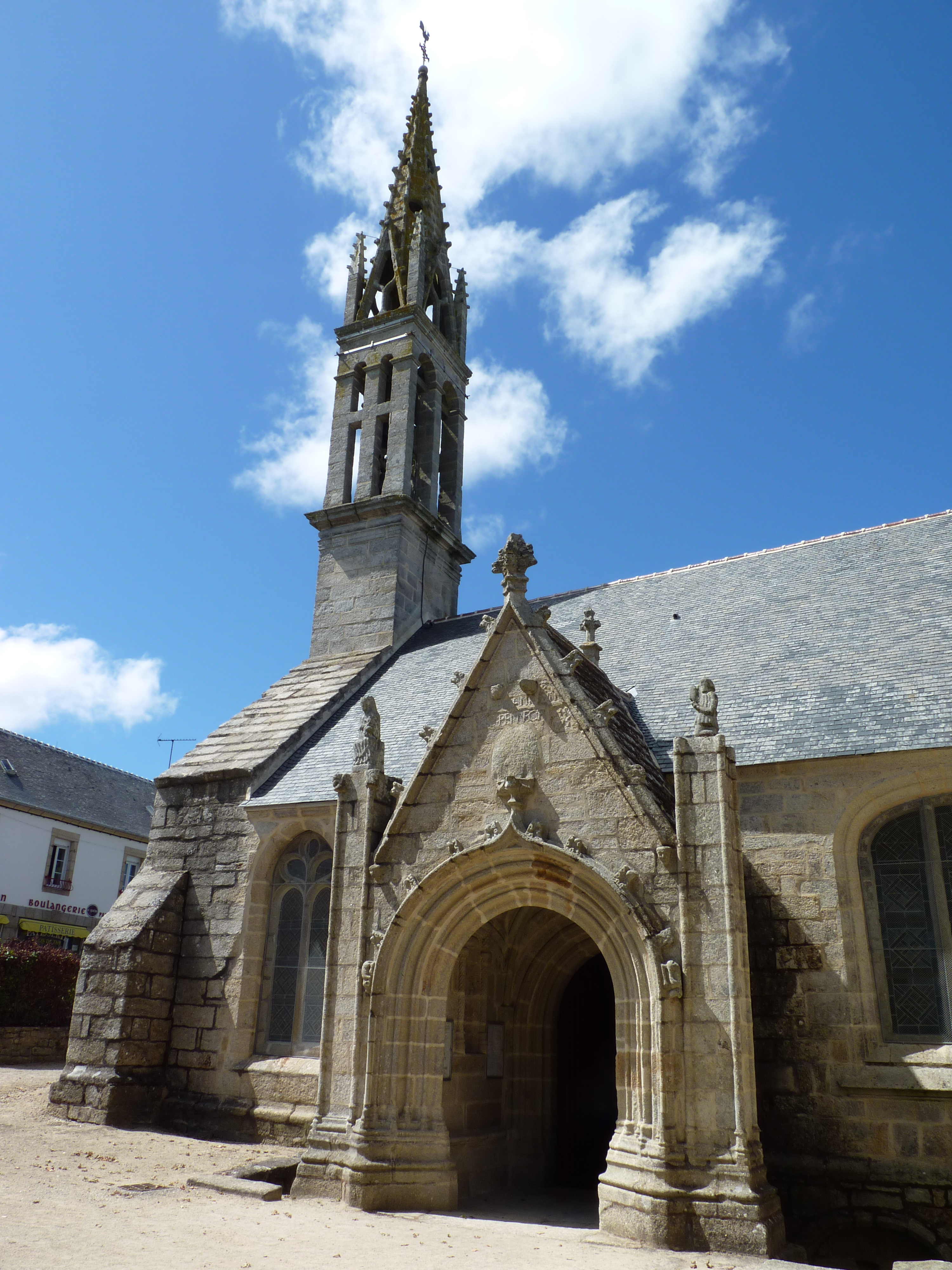
Kirche Saint-Demet von Plozévet
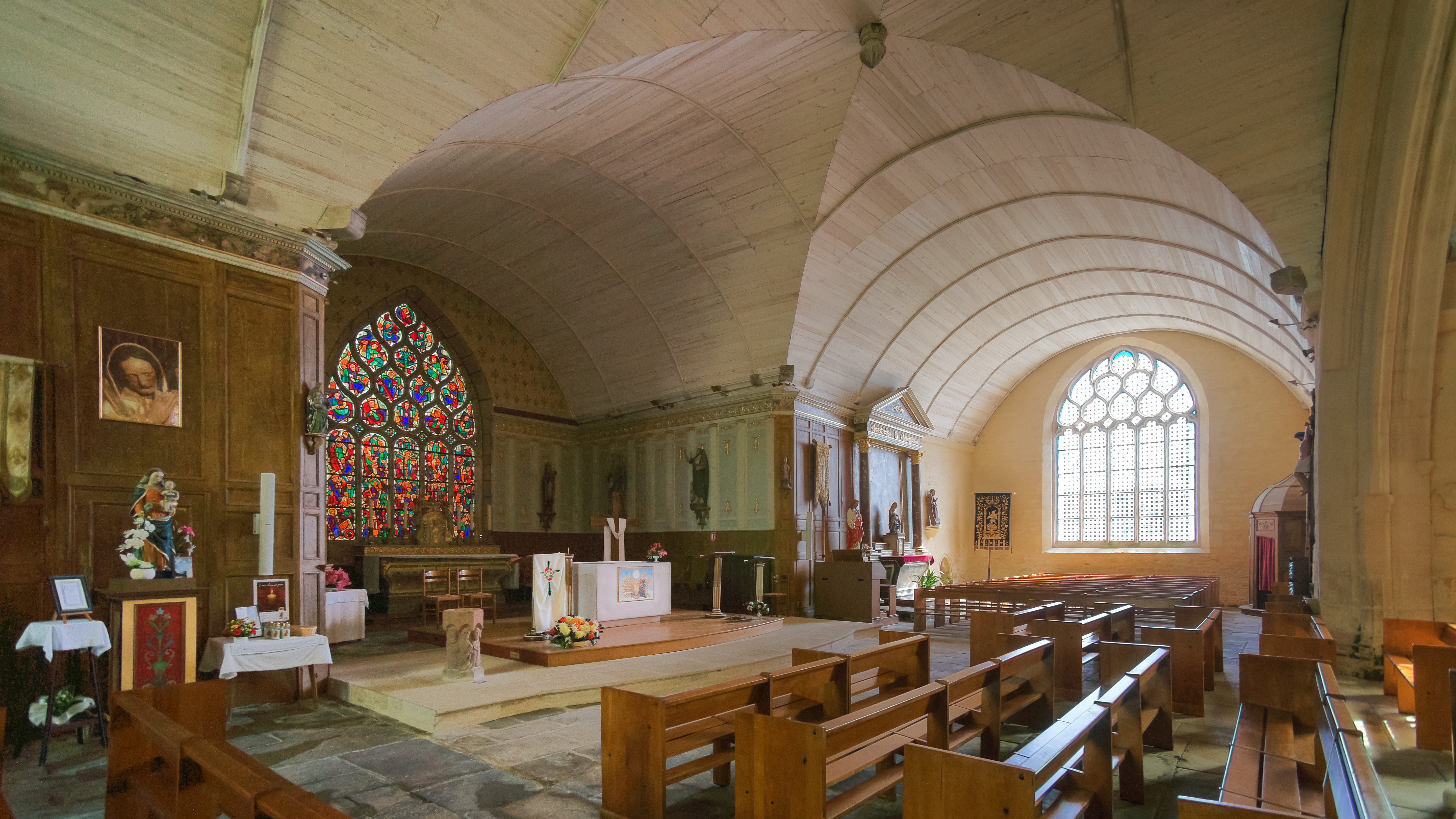
Innenansicht der Kirche Saint-Démet von Plozévet
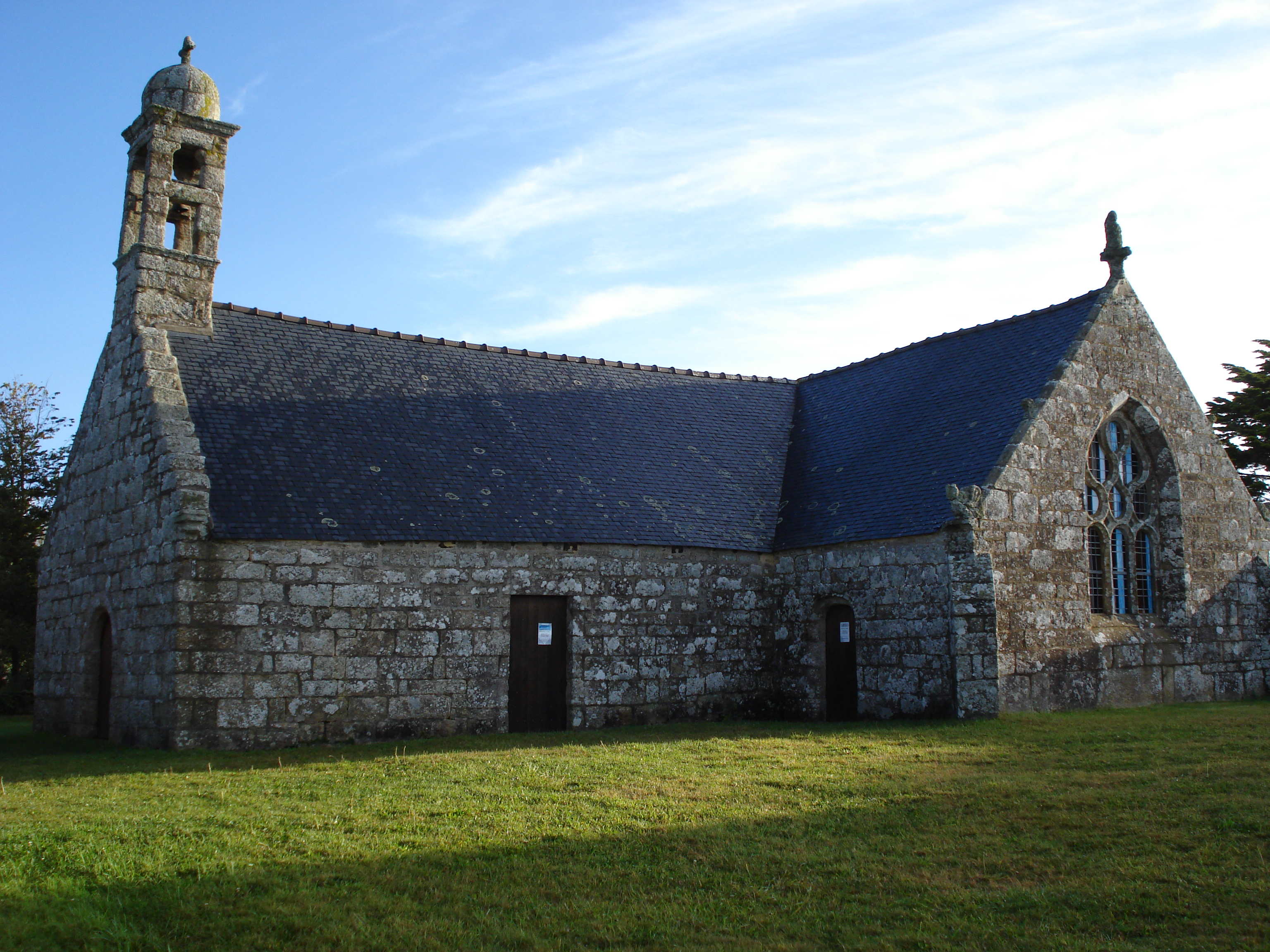
Chapelle de la Trinité von Plozévet
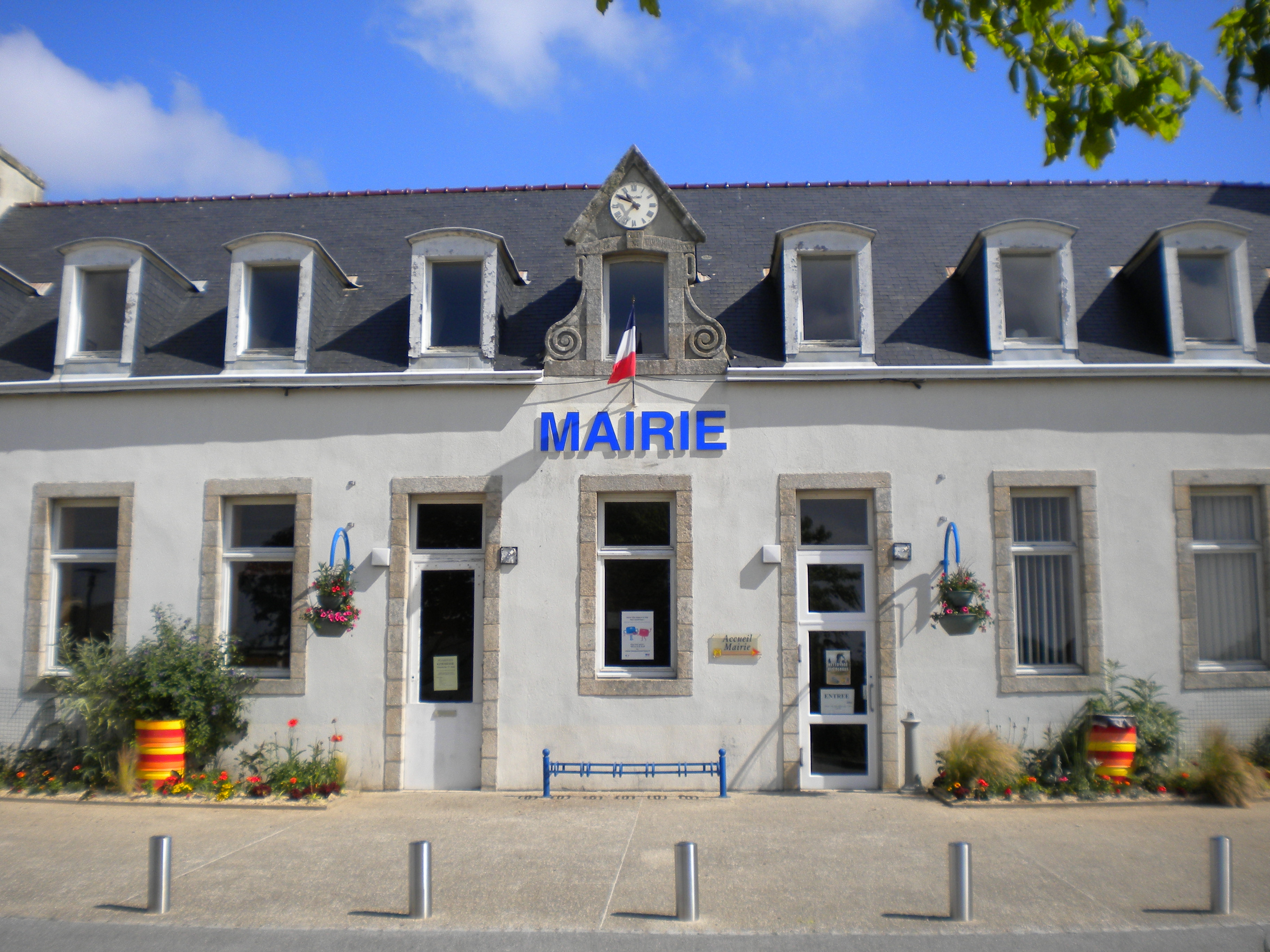
Rathaus

## Sonstiges
Die Geschichte des Ortes war Gegenstand eines Forschungsprojekts der Annales-Schule (André Burguière u. a.).